# Engi (Ära)
Engi (japanisch 延喜) ist eine japanische Ära (Nengō) von  August 901 bis Mai 923 nach dem gregorianischen Kalender. Der vorhergehende Äraname ist Shōtai, die nachfolgende Ära heißt Enchō. Die Ära fällt in die Regierungszeit des Kaisers (Tennō) Daigo.
Der erste Tag der Engi-Ära entspricht dem 31. August 901, der letzte Tag war der 28. Mai 923. Die Engi-Ära dauerte 23 Jahre oder 7941 Tage.

## Ereignisse
- 905 Ki no Tsurayuki ordnet die erste kaiserliche Gedichtanthologie, das Kokin-wakashū neu
- 909 Staatsmann Fujiwara no Tokihira stirbt im Alter von 38 Jahren
- 913 Tennō Uda leitet den Teiji-no-in-Dichterwettstreit (亭子院歌合)
- 915 Ausbruch des Towada-Vulkans